# Rhyne Williams
Robert Rhyne Williams (* 22. března 1992 Knoxville, Spojené státy americké) je současný americký profesionální tenista. Na všech Grand slamech skončil ve dvouhře nejdále v 1. kole s výjimkou Wimbledonu, kde skončil ve třetím kole kvalifikace. Ve čtyřhře se účastnil pouze US Open v roce 2011, kdy se s Robbym Gineprim dostali na divokou kartu do hlavní soutěže a prohráli v první kole s pátými nasazenými Rohane Bopannaem a Ajsámem Kúreší.